# Verbandsgemeinde Goldene Aue
Die Verbandsgemeinde Goldene Aue entstand zum 1. Januar 2010 im Landkreis Mansfeld-Südharz in Sachsen-Anhalt. Der Vorläufer der Verbandsgemeinde war die Verwaltungsgemeinschaft Goldene Aue mit denselben Mitgliedsgemeinden.
Sie liegt an der Helme und teilweise in der namensgebenden Goldenen Aue. Westlich von Kelbra befindet sich die Talsperre Kelbra.

## Mitgliedsgemeinden
Zur Verbandsgemeinde Goldene Aue gehören die folgenden fünf Mitgliedsgemeinden:
- Berga
- Brücken-Hackpfüffel
- Edersleben
- Kelbra (Kyffhäuser), Stadt
- Wallhausen

## Politik

### Wappen
Das Wappen wurde am 17. Februar 2010 durch den Landkreis genehmigt.
Blasonierung: „In Gold über einem mit zwei silbernen Wellenleisten belegten blauen Wellenschildfuß ein grüner Lindenast mit fünf (1:2:2) Blättern.“
Die Farben der Verbandsgemeinde sind – abgeleitet vom Wappenmotiv – Grün-Gelb.

### Flagge
Die Flagge ist gelb – grün (1:1) gestreift und mittig mit dem Verbandsgemeindewappen belegt – bei der Längsform mit senkrecht verlaufenden Streifen und bei der Querform mit waagerecht verlaufenden Streifen.

## Verkehr
Im Norden der Verbandsgemeinde verläuft die Bundesautobahn 38 mit der Anschlussstelle Berga. In Berga und Wallhausen (Helme) gibt es Bahnhöfe an der Bahnstrecke Halle–Hann. Münden.